# 勞埃德·考夫曼
小史丹利·勞埃德·考夫曼（英語：Stanley Lloyd Kaufman, Jr.，1945年12月30日—），美國男導演、製片人、編劇與演員。他和麥可·赫茲為特羅馬娛樂的聯合創辦人，也是特羅馬多部著名電影的導演。
考夫曼在超過三十年的電影生涯中，堅持從事獨立製作，其電影多為帶血腥、暴力、諷刺、裸露、尖叫女王要素的恐怖B級片。考夫曼的前合作夥伴詹姆士·昆恩在《特羅馬公司cult電影集錦》一書中的引言說：「考夫曼的風格混合了多種元素：鬧劇、血腥、性愛、雜技、核子廢料。受影響者眾多，當中包括彼得·傑克遜、凱文·史密斯以及昆汀·塔倫提諾。」

## 早期生活
勞埃德·考夫曼出生於紐約市的猶太家庭。他是露絲（Ruth，娘家姓福瑞德）和律師老史丹利·勞埃德·考夫曼（Stanley Lloyd Kaufman Sr.）的兒子。考夫曼1968年畢業於耶魯大學，主修中国学。在學校期間，他開始製作低預算電影。
他與導演奧利佛·史東和第四十三任美國總統乔治·沃克·布什為同級同學。他最初打算成為一名社會工作者，後來與學生電影製片人羅伯特·愛德斯坦（Robert Edelstein）和艾瑞克·舒曼（Eric Sherman，文森特·舒曼之子）成為了好友，他們向他介紹了自己終生對電影的痴迷。勞埃德最喜歡的電影人包含約翰·福特、溝口健二、恩斯特·劉別謙、斯坦·布拉哈格和法蘭克林·沙夫納。他也喜歡威廉·卡斯爾的恐怖電影。
1966年，勞埃德休學了一段時間，並在乍得為美国国际开发署工作一年多，加入和平队的開創團隊。

## 職業生涯

### 早期
回到耶魯大學，他製作了羅伯特·愛德斯坦的低預算電影《拉帕卡尼》（Rappaccini），同時執導了自己的首部長片作品——黑白實驗電影《女孩歸來》（1969年）；該片以兩千美元的預算製作，於耶魯大學、哈佛大學和其他東海岸機構的電影學會上放映。畢業後，考夫曼到坎農影業工作，結識了約翰·艾維森。兩人在幾部低預算電影中合作了數年，包括《喬》（1970年）和《超级迪克》（1971年）。此期間，考夫曼執導兼演出他的第二部長片《愛的回報》（1971年），該片受《紐約時報》的霍華·湯普森讚賞；奧利佛·史東還在片中飾演一名小角色。接著，他又和史東共同製作了女同性戀驚悚片《小甜餅》（1973年）；考夫曼同時還執導了以色列喜劇片《大個子，為何大驚小怪？》（1973年）。1973年至1979年期間，考夫曼以化名「路易斯·蘇」（Louis Su）在紐約拍了幾部成人電影；執導作如《新來的人》（1973年）、《糖與醋》（Sweet & Sour，1974年）和《神聖的迷戀》（The Divine Obsession，1976年）。

### 特羅馬娛樂
1974年，考夫曼和他的商業夥伴麥可·赫茲創立了特羅馬娛樂。特羅馬最初是一家分銷公司。從那以後，它發展壯大成一家製片公司、銷售商店，以及在90年代後期的有線電視頻道。創業初期，為了支付帳單，考夫曼到好萊塢尋求各種工作機會。當中包括《洛基》（1976年，在特羅馬的平板機上剪輯；考夫曼本人亦在片中露面）、《週末夜狂熱》（1977年）及《最后的倒计时》（1980年）。其中，《週末夜狂熱》知名的「2001奧德賽」（2001 Odyssey）夜店便是考夫曼所選。在工作過程中，他對組員間的犬儒主義與惡劣態度深感不滿，堅定了他獨立創作的態度；尤其在《最后的倒计时》中的糟糕經歷（如被迫花費無意義的成本和接受不合理的需求而阻礙製作進度）使他再也不想和主流大片商打交道。1979年到1981年間，他和赫茲拍了一系列有利可圖的「性喜劇」電影，包含《三后一王》（1979年）、《女服務員》（1981年）和《上你！》（1982年）。在早期的電影中，考夫曼時常化名為「山繆·威爾」（Samuel Weil）。他還曾在路易·馬盧電影《与安德烈晚餐》（1981年）擔任製片經理。
1975年，考夫曼讀過一篇文章說恐怖片不再流行，所以他認為恐怖片正是特羅馬該往的方向。考夫曼為此和赫茲創作了血腥暴力風格的超級英雄電影《毒魔復仇》，雖然《毒魔復仇》並不是一部真正的恐怖片，且初期乏人問津，但後來逐漸獲得了主流成功。從那時起，該公司就完全專注於恐怖活動，發展了自己獨特的風格，如過分實體特效、粗暴的恐怖和極端暴力。《毒魔復仇》成為特羅馬最受歡迎的電影，還推出了多部續集、一款電子遊戲、一部兒童電視動畫和漫畫及週邊商品。主角毒魔也就此成為特羅馬的官方吉祥物。
嘗到成功滋味的考夫曼緊接著與赫茲、李察·W·海恩斯執導了《流氓太保》（1986年），該片的成功也和《毒魔復仇》一樣推出了多部續集。
然而，在1988年由於電影《特羅馬之戰》的失敗使特羅馬走了下坡；該片曾兩度遭美國電影協會退貨，從而迫使原片大幅縮水，最終特羅馬預算最高的《特羅馬之戰》在票房表現上以失敗作收，也使特羅馬損失慘重到被迫從一間主流片商業務縮減成一間獨立電影製片商。考夫曼再次嘗試以超級英雄電影《紐約殺人機器》（1990年）來挽救，但當該片也在票房上失敗時，考夫曼於1995年至2000年間，將工作室再次改建為一家完全獨立的小型電影公司。考夫曼在此五年間創作了幾部評價不錯的電影，所有電影均以有限上映的形式在美國發行，包括與詹姆士·昆恩合力創作、對莎士比亞戲劇些許戲仿的黑色喜劇片《傻密歐與茱麗葉》（1996年）；《特羅馬警報》（1999年）則改編自他和昆恩寫的《我從毒魔復仇中學到的電影製作需要知道的一切》一書，以及獨立於《毒魔復仇》三部曲的續集《公民毒魔：毒魔復仇4》（2000年），但後兩部片在外界反應平平。
不幸的是，特羅馬再次陷入財務危機，這一次是在籌拍低預算電影《攝魄驚魂》；當發現電影大部分鏡頭都無法使用後，讓公司損失了25萬美元。考夫曼親自下來執導重拍作業，以挽救這部電影，將鏡頭分為兩部分，並將影片重剪成雙片連放的形式，於2004年9月以DVD發行。
特羅馬儘管身陷財務危機但仍製作和收購獨立電影，並發行了許多來自第三方的電影，其中包括特雷·帕克頗受好評的《食人魔：歌舞剧》（1993年）。考夫曼除了為獨立電影發行、出版影碟外，本人還親身在多部低成本的獨立製作中演出，包含昆恩執導的處女作《撕裂人》（2006年）和《犀利人夫》（2010年）。2006年，考夫曼與剪輯師蓋布瑞·佛瑞德曼（Gabriel Friedman）合作執導和編劇《惡夜活死雞》，預算達50萬美元；儘管電影受到好評，卻因無法廣泛上映而使票房表現失敗。

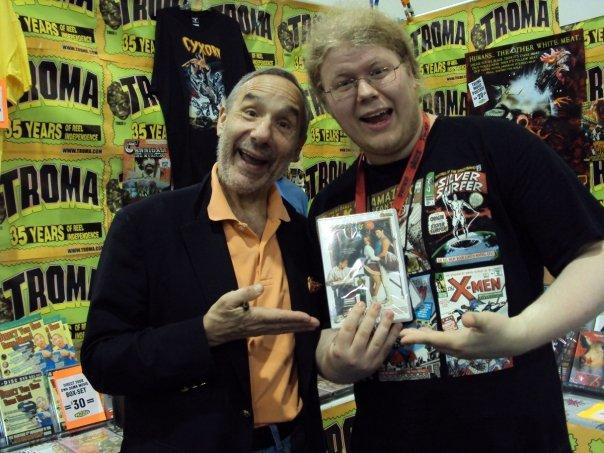
考夫曼出席2009年的聖地牙哥國際漫畫展

特羅馬隨著時代變遷而逐漸被世人遺忘，粉絲群也非常小眾。考夫曼抱怨：「我們在經濟上被列入黑名單，」他描述了自己工作室在流行文化中的當前地位：「好萊塢不希望人們聞到顛覆或新創的東西。」知名影展和電影院已不再理會考夫曼和特羅馬的電影，包括主流線上媒體和印刷物也在邊緣特羅馬，業界的變遷令考夫曼感到困惑。2008年，考夫曼在享有盛名的西班牙錫切斯影展獲得了終身成就獎。
2012年，考夫曼參演了恐怖片《恐怖屋子》（Horror House），在片中飾演房地產經紀人喬（Joe The Real Estate Agent），他在拍攝的最後一天加入劇組。2013年6月，考夫曼再次與昆恩合作，於後者的《星際異攻隊》（2014年）中出演。同年12月，考夫曼在播客中透露，米高梅計劃發行《洛基》40週年紀念DVD及藍光包中，他在1975年以超8毫米胶片拍攝的幕後花絮將包括其中。
知名導演兼特羅馬粉絲昆汀·塔倫提諾希望考夫曼做些特別的事情來紀念即將到來的特羅馬成立四十週年，考夫曼決定將其選為從2011年起開始發展的新《流氓太保》電影，塔倫提諾還建議他將該片分為上下兩部發行。第一部電影《重返流氓高校》2013年5月16日在第66屆坎城影展上首映，評價正面居多。第二部電影《重返流氓高校2》在Kickstarter籌得資金後成功製作完成，2017年5月24日在第70屆坎城影展上首映，反應同樣不俗。自1976年以來，考夫曼就一直參加坎城影展，但此參與並不順利；考夫曼和特羅馬的員工以抗議媒體整合、促進網絡中立並放映他們最新的電影而在坎城影展上遊行；但其員工遭在場的警方毆打並被暫時拘留。考夫曼事後發表聲明表示他永遠不會回到坎城。

## 個人生活
考夫曼會說一口流利的法語，以及一些普通話。他曾用簡短的普通話錄製影片對《惡夜活死雞》的盜版表達抗議。考夫曼1974年7月13日與電影專員帕特·史溫尼結婚。他們育有三個女兒。帕特·史溫尼建立了紐約州電影製作的稅收抵免計劃，被《綜藝》雜誌列入「美國電影界最有影響力的女性」行列；女兒李斯貝斯·考夫曼（Lisbeth Kaufman）是公司的聯合創始人，是最大間的線上攝影機租賃公司。

## 觀點及理念
在電影界多年來，考夫曼堅定獨立製作，以及對藝術的堅持。他認為現今的電影工業已完全被好萊塢及大財團所操控，真正來自民間的聲音與創意已蕩然無存，所以他本人及特羅馬娛樂致力推動獨立製作。考夫曼曾表示，以《毒魔復仇》為例，即使它模仿的是對身體各個部位的殘酷、不衛生的肢解，也絕不能對藝術妥協，「去做自己相信的事」。但他也會使用刻意的「卡通化」表現和化妝，更提倡電影製作人員的安全，保證特羅馬成立三十年來從未發生過嚴重事故。
不喜歡主流大片商的考夫曼呼籲學生們絕不應該屈服於「崇拜魔鬼的大集團的附庸」，甚至批評了所謂提倡獨立電影的日舞影展之虛偽，後者要求藝術家要付費才能讓自己的電影參選。為此，考夫曼2000年在犹他州帕克城與日舞同日於同一城市成立了完全免費的影展——特羅馬舞。
儘管考夫曼的作品經常被影評人不屑一顧，但他卻指出，自己的大部分作品都是針對棘手的社會問題。如《重返流氓高校》和《惡夜活死雞》都涉及食物供應和垃圾食品的弊端，而《毒魔復仇》則探討了有毒垃圾的問題。他在1980年代初期與妻子露營時，說美國的大部分荒野似乎都被無法讓生物分解的垃圾所覆蓋。當時，他還閱讀地下新聞通訊報導得知「有毒廢物堆像定時炸彈一樣席捲全球」。
考夫曼的電影時常諷刺藥物和社會正義戰士（SJW）。他認為現今美國社會忽視了藥物危機，孩童不允許觀看特羅馬的電影，卻可以觀看電視上的藥物廣告，實屬荒謬。關於的影響，他表示無所謂，特羅馬擁有非常忠實的粉絲群，將與他們同甘共苦；「有覺得現代左派存在問題嗎？他們是否只關注輕微的不滿？對我來說有趣的是，儘管特羅馬的電影製作方法令人反感、缺乏神聖不可侵犯的製作手法，但非常左派的你始終是一個非常進步的人，不能只見樹木而不見森林。」考夫曼覺得業界已經被這些所謂的三流博客所滲透和接管，他們的聲譽建立在摧毀左派和右派的人上。此外，他認為競選總統的唐納·川普和喬·拜登都是騙子，「拜登除了負責將許多黑人送入獄外，沒有做過其他任何事情，那是他唯一的成就。只因不會讓事情變得更糟，我選擇標記了標籤。」
考夫曼本身是女權主義者，且重視女同性戀者。他對電影界女性所佔的比例偏低表示遺憾，並毫不猶豫地批評女性在恐怖電影中工作的同事缺乏立足之地，「世界上充斥著平庸的男性電影。」
2018年7月，詹姆士·昆恩遭迪士尼解雇不久後，考夫曼為昆恩辯護之餘，同時也批評了迪士尼電影中的性別歧視和種族主義，「為什麼我們會有如此多的種族主義和性別歧視？這很可能與迪士尼電影有關。因此，也許迪士尼應該開除你們自己。」

## 作品列表

### 導演
- 《女孩歸來（英语：The Girl Who Returned）》（1969年）
- 《愛的回報（英语：The Battle of Love's Return）》（1971年）
- 《大個子，為何大驚小怪？（英语：Big Gus, What's the Fuss?）》（1973年）
- 《三后一王（英语：Squeeze Play!）》（1979年）
- 《女服務員（英语：Waitress!）》（1981年）
- 《上你！（英语：Stuck on You!）》（1982年）
- 《首次性奮！（英语：The First Turn-On!）》（1983年）
- 《毒魔復仇》（1984年）
- 《流氓太保》（1986年）
- 《特羅馬之戰》（1988年）
- 《毒魔復仇2》（1989年）
- 《毒魔復仇3：毒魔最後的誘惑》（1989年）
- 《紐約殺人機器》（1990年）
- 《傻密歐與茱麗葉（英语：Tromeo and Juliet）》（1996年）
- 《Troma's Edge TV》（1999年至2001年，電視劇）
- 《特羅馬警報》（1999年）
- 《公民毒魔：毒魔復仇4》（2000年）
- 《戛納電影節，我的愛！（英语：All the Love You Cannes!）》（2002年，紀錄片）
- 《攝魄驚魂（英语：Tales from the Crapper）》（2004年，錄影帶首映）
- 《特羅馬公司cult電影集錦（英语：Make Your Own Damn Movie!）》（2005年，影帶首映）
- 《惡夜活死雞》（2006年）
- 《Splendor and Wisdom》（2008年，紀錄片）
- 《Direct Your Own Damn Movie!》（2009年，影帶首映）
- 《Produce Your Own Damn Movie!》（2010年，影帶首映）
- 《重返流氓高校》（2013年）
- 《特罗马的剥削电影短片集》（Grindsploitation，2016年；章節〈Untitled〉）
- 《重返流氓高校2》（2017年）
- 《莎屎比亚》（2020年）

## 書籍
- 《我從毒魔復仇中學到的電影製作需要知道的一切（英语：All I Need to Know About Filmmaking I Learned from The Toxic Avenger）》（與詹姆士·昆恩合著）
- Make Your Own Damn Movie（與Adam Jahnke、Trent Haaga合著）
- The Toxic Avenger: The Novel（與Adam Jahnke合著）
- Direct Your Own Damn Movie（與Sara Antill、Kurly Tlapoyawa合著）
- Produce Your Own Damn Movie（與Ashley Wren Collins合著）
- Sell Your Own Damn Movie（與Sara Antill合著）
- Death by Umbrella! The 100 Weirdest Horror Movie Weapons（前言）

## 外部連結
- 官方网站
- 勞埃德·考夫曼在互联网电影资料库（IMDb）上的資料（英文）
- 特罗马的B级电影世界、爆头的艺术—劳埃德·考夫曼专访 （页面存档备份，存于）